# Puchlina wodna (medycyna)
Puchlina wodna (łac. hydrops, z gr. ὕδρωψ) – historyczne określenie medyczne dotyczące objawu polegającego na gromadzeniu nadmiernej ilości płynu w tkankach i naturalnych jamach ciała. Nie występuje we współczesnej terminologii medycznej. Prawdopodobnie można traktować ją jako synonim obrzęków uogólnionych (łac. anasarca), ale nie należy jej mylić z puchliną głodową.
Czasami była zapisywana bardziej szczegółowo, np. „puchlina brzuszna” (łac. hydrops ventris) – obecnie objaw określany mianem wodobrzusza.
W dokumentach historycznych występuje jako domniemana przyczyna zgonów. Mogła być spowodowana chorobami wątroby, nerek, niewydolnością serca czy sepsą.
Na „puchlinę wodną” mieli cierpieć m.in.: Heraklit, Trajan, św. Antoni Padewski, Klemens Janicki, Maria I Tudor, Ludwig van Beethoven, Fryderyk Wilhelm I i jego wnuk Fryderyk Wilhelm I Pruski.
Także Biblia wspomina o człowieku chorym na „puchlinę wodną”, a uzdrowionym przez Jezusa.